# هجرساوات
الهجرساوات (الاسم العلمي: Cercopithecinae) هي أسرة من الثدييات تتبع فصيلة سعادين العالم القديم من رتبة الرئيسيات.

## أجناس
- هجرس
- الميمون (جنس)